# 盧斯季夫卡
50°53′22″N 31°54′19″E / 50.88944°N 31.90528°E
盧斯季夫卡（烏克蘭語：Лустівка），是烏克蘭北部的村莊，隸屬切爾尼希夫州的尼任區。該村始建於1650年，面積0.36平方公里，海拔高度126米，2001年人口90，人口密度每平方公里247.3人。